# 佛羅里達無鱗鮋
佛羅里達無鱗鮋為輻鰭魚綱鮋形目鮋亞目絨皮鮋科的其中一種，為溫帶海水魚，分布於西北太平洋日本海域，棲息深度20-30公尺，體長可達4.6公分，棲息在底層水域，生活習性不明。